# Pěnčín u Jablonce nad Nisou
Pěnčín (deutsch Pintschei) ist eine Gemeinde in Tschechien und Teil der Mikroregion Železnobrodsko. Sie liegt sechs Kilometer südöstlich von Jablonec nad Nisou im Isergebirge und gehört zum Okres Jablonec nad Nisou.

## Geographie
Pěnčín befindet sich am südlichen Fuße des 869 m hohen Černá studnice (Schwarzbrunnberg). Durch den Ort führt die Staatsstraße 287 von Jablonec nad Nisou zur Europastraße 65 bei Bratříkov. Die auf einer dichtbesiedelten Hochfläche unterhalb des Schwarzbrunnkammes gelegenen sechs Ortsteile sind in ihrer Bebauung eng zusammengewachsen. Eine Ausnahme bildet Dolní Černá Studnice, das am Südwesthang des gleichnamigen Berges gelegen ist.
Nachbarorte sind Horní Černá Studnice und Huť im Norden, Zbytky und Zásada im Nordosten, Loužnice im Osten, Bratříkov im Südosten, Alšovice im Süden, Skuhrov im Südwesten, Čížkovice, Jistebsko und Maršovice im Westen sowie Krásná und Dolní Černá Studnice im Nordwesten.

## Geschichte
Pěnčín wurde 1592 erstmals in einer Urkunde des Jaroslav von Wartenberg als zur Herrschaft Svijany zugehöriges Dorf erwähnt; die Ortsteile Alšovice und Jistebsko sind bereits 1543 nachweisbar. 1614 erwarb Joachim Andreas von Schlick die Herrschaft. Nach seiner Hinrichtung im Jahre 1621 wurde Albrecht von Waldstein neuer Besitzer. Wallenstein überließ den Besitz Svijany seinem Vetter Maximilian von Waldstein auf Münchengrätz. 1814 erwarben die Fürsten Rohan auf Sychrov Svijany einschließlich Pěnčín. Nach der Aufhebung der Patrimonialherrschaften wurde Pintschey 1850 zur selbstständigen Gemeinde.
Auf dem Gebiet der Gemeinde verlief die Sprachgrenze. Alšovice und Bratříkov waren tschechischsprachig, die Dörfer Schwarzbrunn, Schumburg, Gistej, Labau, und Pintschei deutschsprachig. Die Gemeinde ist ein Zentrum der böhmischen Glasdruckerei. In Labau befand sich eine Glashütte, die Anfang des 17. Jahrhunderts im Besitz der Glasmacherfamilie Preußler war.

## Gemeindegliederung
Die Gemeinde Pěnčín besteht aus den Ortsteilen Alšovice (Alschowitz), Bratříkov (Bratschikow), Dolní Černá Studnice (Unterschwarzbrunn), Huť (Labau), Jistebsko (Gistej), Krásná (Schumburg) und Pěnčín (Pintschei). Grundsiedlungseinheiten sind Alšovice, Bratříkov, Dolní Černá Studnice, Dupanda, Huť, Jistebsko und Pěnčín. Zu Pěnčín gehört außerdem die Ortslage Čížkovice 2. díl (Tschischkowitz 2. Anteil).
Das Gemeindegebiet gliedert sich in die Katastralbezirke Alšovice, Bratříkov, Huť und Jistebsko.

## Sehenswürdigkeiten
- Die Černá studnice ist der Hausberg der Gemeinde; auf seinem Gipfel befindet sich die Schwarzbrunnwarte.
- Kirche des Hl. Josef in Krásná, erbaut durch Johann Josef Kittel
- Barocke Dreifaltigkeitssäule vor dem Pfarrhaus in Krásná

## Persönlichkeiten
- Johann Josef Kittel (1704–1783), Arzt, Naturheiler und Bauherr der Josefskirche, bekannt als Dr. Faust des Isergebirges, lebte und wirkte in Schumburg.